# Loreto (Misiones)

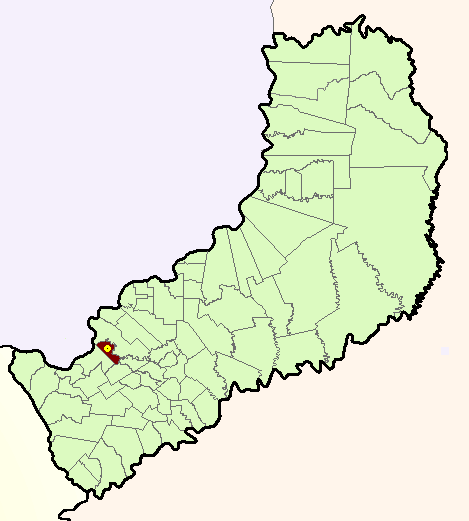
Área del municipio de Loreto en la provincia de Misiones.

Loreto es un municipio argentino de la provincia de Misiones situado dentro del departamento de Candelaria. 
El municipio cuenta con una población de 1.201 habitantes, según el censo del año 2001 (INDEC).
El principal atractivo son las Ruinas Jesuíticas de la Misión de Nuestra Señora de Loreto, a las cual se llega a través de la Ruta Nacional 12, que conecta al municipio con Posadas.

## Historia
El núcleo original de la actual ciudad argentina de Loreto se ubica en la antigua y destruida reducción de Nuestra Señora de Loreto del Pirapó (Loreto I), fundada por los jesuitas durante el siglo XVII en el norte de La Guayrá (actualmente norte del estado brasileño de Paraná), a orillas de la confluencia del río Pirapó con el río Paranapanema, ante los ataques de bandeirantes y mamelucos lusobrasileños, los habitantes de las Misiones del Guayrá debieron emigrar guiados por el padre jesuita Antonio Ruiz de Montoya hasta el territorio que corresponde a la actual provincia argentina de Misiones. Aun así la población en su nuevo asiento sufrió en 1817 nuevos y violentos ataques lusobrasileños que la dejaron reducidas casi a ruinas. Desde la ruta nacional 12 hasta las ruinas hay una distancia de 3 km que actualmente se encuentra asfaltada, lo que facilita el acceso de los turistas. También se ha construido en el acceso a las ruinas las casillas para los guías que, en las temporadas tengan donde quedarse.(editen esto si saben cuando se fundó)

## Parroquias de la Iglesia católica en Loreto
| Diócesis           | Posadas                  |
| ------------------ | ------------------------ |
| Vicaría parroquial | Nuestra Señora de Loreto |